# Louis Henri de Gueydon

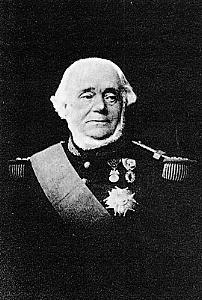
Graaf de Gueydon, gouverneur-generaal van Frans-Algerije

Louis Henri graaf de Gueydon (Granville, 22 november 1809 – Landerneau, 1 december 1886) was een viceadmiraal in de Franse vloot. Als koloniaal bestuurder was hij gouverneur van Martinique (1853-1856) en gouverneur-generaal van Algerije (1871-1873).

## Levensloop
Zijn familie was afkomstig van een grafelijk huis uit Italië. Hij studeerde af aan de marineschool van Angoulême in het jaar 1827. Zijn eerste opdrachten waren op de Franse vloot voor de kust van Tunis. Daarna nam hij deel aan de Franse expeditie in Mexico, waar hij vocht in de veldslag van Veracruz (1838).
In 1847 werd hij bevorderd tot vlootkapitein, te vergelijken met kolonel. Zijn verdere carrière verliep aan de monding van de Taag (1851) en voor de kust van Frans-Marokko (1852).
In 1853 verhuisde De Gueydon naar Martinique in de Caraïben waar hij in het koloniaal bestuur werkzaam was. Hij was gouverneur van Martinique van 1853 tot 1856. Tijdens deze periode behaalde hij de graad van viceadmiraal. Nadien werkte hij opnieuw voor de vloot, in de Caraïbische Zee. Hij bracht een geschil tussen Frankrijk en Venezuela succesvol tot een goed einde (1858), waarna hij terugkeerde naar Frankrijk.
Vanaf 1858 was De Gueydon maritiem prefect van de haven van Lorient en vanaf 1859 van de haven van Brest. Van 1861 tot 1870 werkte hij op de generale staf van de Franse marine in Parijs. In 1870 was hij tijdens de Frans-Duitse Oorlog opnieuw op zee. Ditmaal voer hij naar de Duitse Noordzeekust.
Van 1871 tot 1873 bekleedde De Gueydon het ambt van gouverneur-generaal van Frans-Algerije. Het was een periode van opstand, als gevolg van de zwakke Franse positie door haar nederlaag tegenover Duitsland. Hij slaagde erin de orde in Algerije te herstellen en voerde een wetswijziging door zodat Algerijnen recht kregen op eigendom. Voor kolonisten afkomstig uit Elzas-Lotharingen, die na de Frans-Duitse Oorlog kozen voor de Franse nationaliteit regelde De Gueydon hun regularisatie in Algerije.
Nadien keerde hij naar Parijs terug. Van 1885 tot zijn dood in 1886 was De Gueydon lid van de Assemblée Nationale. Hij maakte deel uit van de partij der royalisten en zetelde in het parlement voor het departement de la Manche.

## Geschriften
Van hem zijn de volgende publicaties bekend: La Vérité sur la Marine (1849); Organisation du Personnel à Bord (1852); Tactique navale (1867). Deze werken zijn een neerslag van zijn jarenlange ervaring in de Franse vloot.

## Eerbewijzen
- Hij werd na de Frans-Duitse Oorlog vereerd met het grootkruis van het Legioen van Eer (1871).
- In de haven van Brest is een kade naar hem genoemd: de quai Gueydon.[4]
- Naar hem werd Port-Gueydon genoemd; thans Azeffoun.

- Bibliothèque nationale de France: cb10696987w (data)
- Gemeinsame Normdatei: 1306839629
- International Standard Name Identifier: 0000 0000 6034 5431
- Base Léonore: LH//1225/30
- Système universitaire de documentation: 076508226
- Virtual International Authority File: 88032464